# Скрещивание

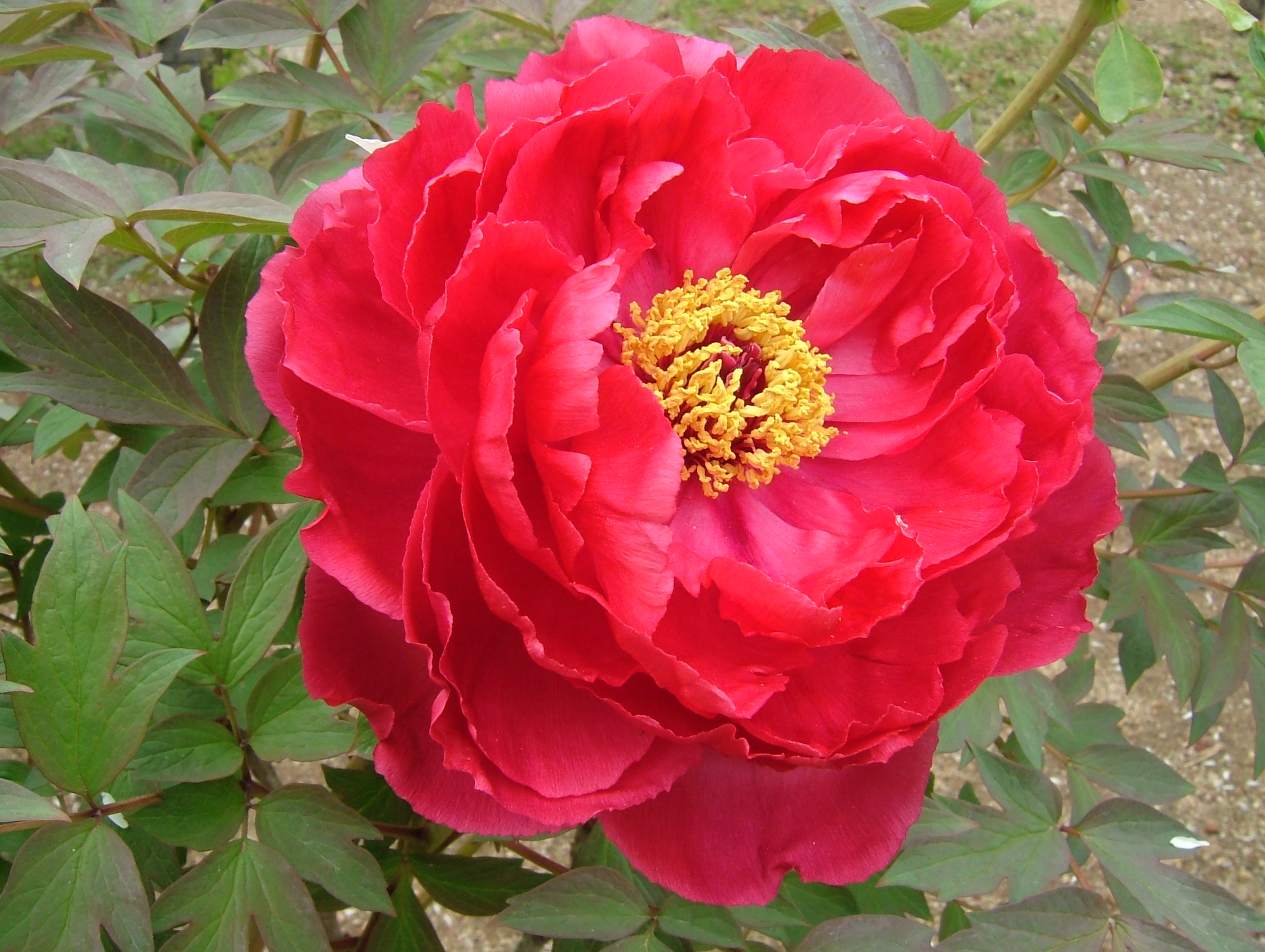
Древовидный пион гибридного происхождения 'Shima-nishiki'

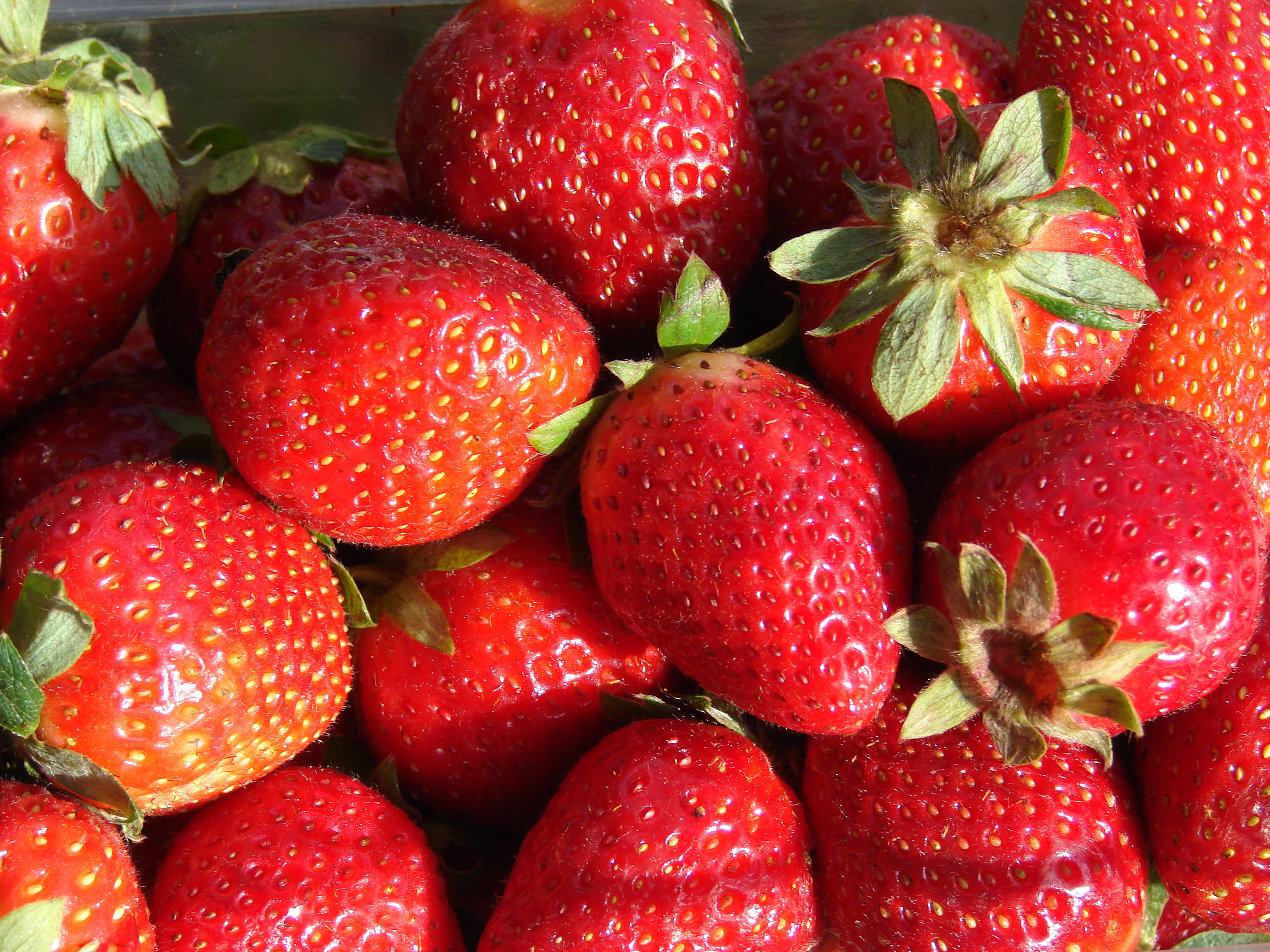
Плоды земляники садовой. Предположительно возникла в результате скрещивания земляники чилийской и земляники виргинской

Скре́щивание (гибридизация) — естественное или искусственное соединение двух наследственно различающихся генотипов посредством оплодотворения.
Является одним из методов селекции растений и животных.

## В селекции растений
Анализирующее скрещивание — возвратное скрещивание гибридов первого поколения с рецессивной гомозиготной родительской формой.
Беккросс — скрещивание гибридов F1 с одной или обеими родительскими формами.
Внутривидовое скрещивание — скрещивание организмов, относящихся к одному и тому же виду.
Диаллельное скрещивание — скрещивание, при котором испытываемые линии или сорта скрещиваются во всех возможных комбинациях.
Инконгруэнтное скрещивание (трудноудающееся) — отдалённые скрещивания между организмами, имеющими несоответствующие наборы хромосом или разное их число. Могут быть межвидовыми или межродовыми.
Конгруэнтное скрещивание — скрещивание организмов с совместимыми наборами хромосом.
Насыщающее скрещивание — многократное возвратное скрещивание гибридов или форм с одной из исходных родительских форм.
Ступенчатое скрещивание — скрещивание, при котором последовательно используется несколько родительских форм.
Простые скрещивания — скрещивания, при которых разные родительские формы участвуют только в одной комбинации.
Реципрокные скрещивания (взаимные скрещивания) — скрещивания между двумя формами, когда каждая из них в одном случае используется в качестве материнской, а в другом — в качестве отцовской (А × В и В × А).
Топкроссы — скрещивания, когда ряд исходных сортов скрещивают с определённым набором других сортов.